# Dinosauri di Crystal Palace

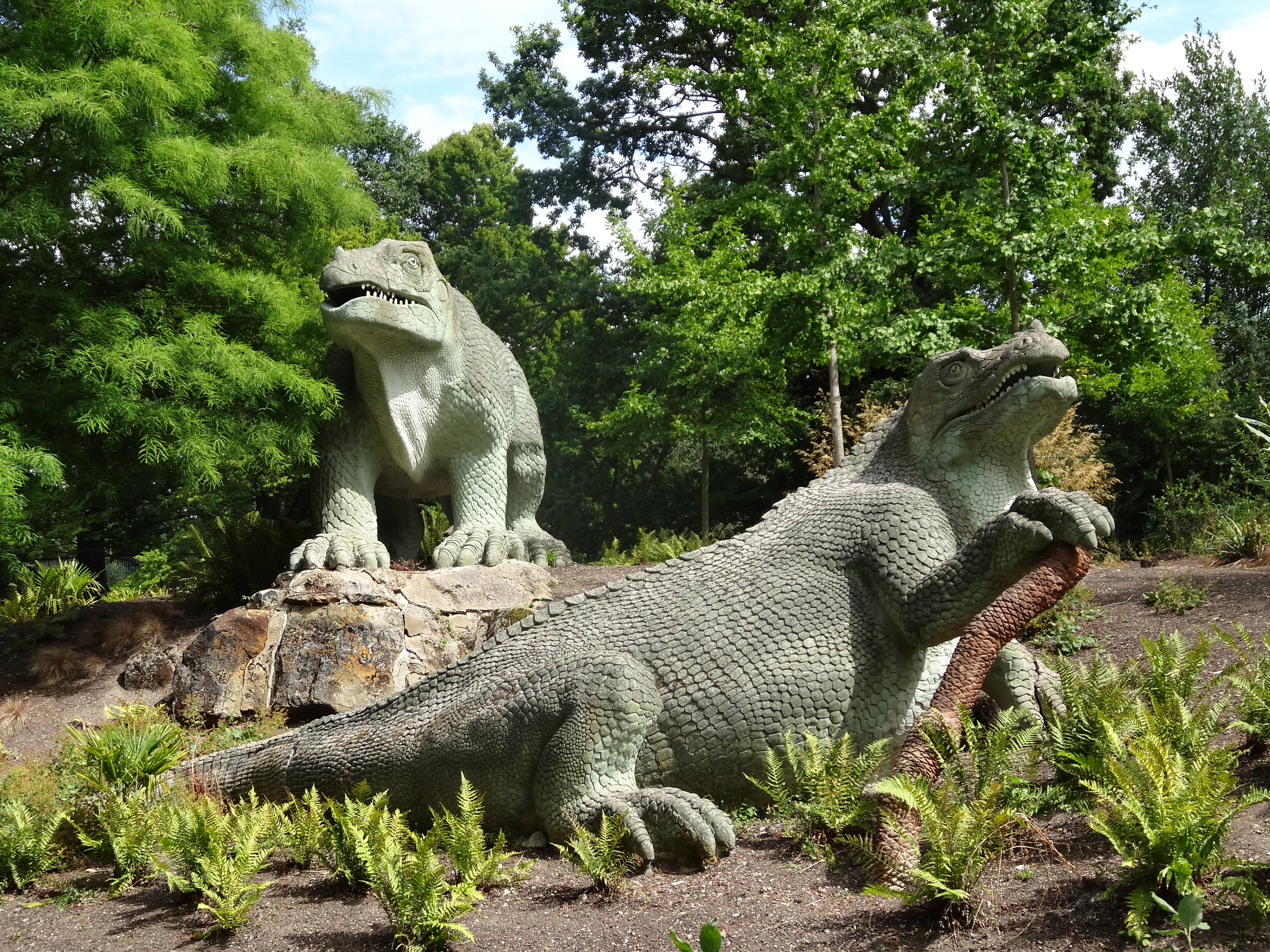
Sculture di Iguanodon al Crystal Palace Park

I dinosauri di Crystal Palace sono una serie di sculture di dinosauri e altri animali preistorici, scientificamente inaccurate per gli standard moderni, esposte presso il Crystal Palace Park di Londra. Queste ricostruzioni vennero commissionate nel 1852 per accompagnare Crystal Palace dopo il suo passaggio dalla Grande Esposizione di Hyde Park, furono svelati nel 1854 come le prime ricostruzioni a grandezza naturale di dinosauri al mondo. I modelli sono stati progettati e scolpiti da Benjamin Waterhouse Hawkins sotto la direzione scientifica di Richard Owen, per rappresentare le ultime conoscenze scientifiche dell'epoca. I modelli, noti anche come la Corte dei dinosauri, è stata classificata come edificio di Grado II dal 1973, ampiamente restaurato nel 2002 e aggiornato al Grado I nel 2007.
I modelli rappresentano 15 generi di animali estinti, non tutti dinosauri. Gli animali rappresentati provengono da una vasta gamma di epoche geologiche e comprendono dinosauri, ittiosauri e plesiosauri principalmente dell'era mesozoica e alcuni mammiferi dell'era cenozoica più recente.

## Storia

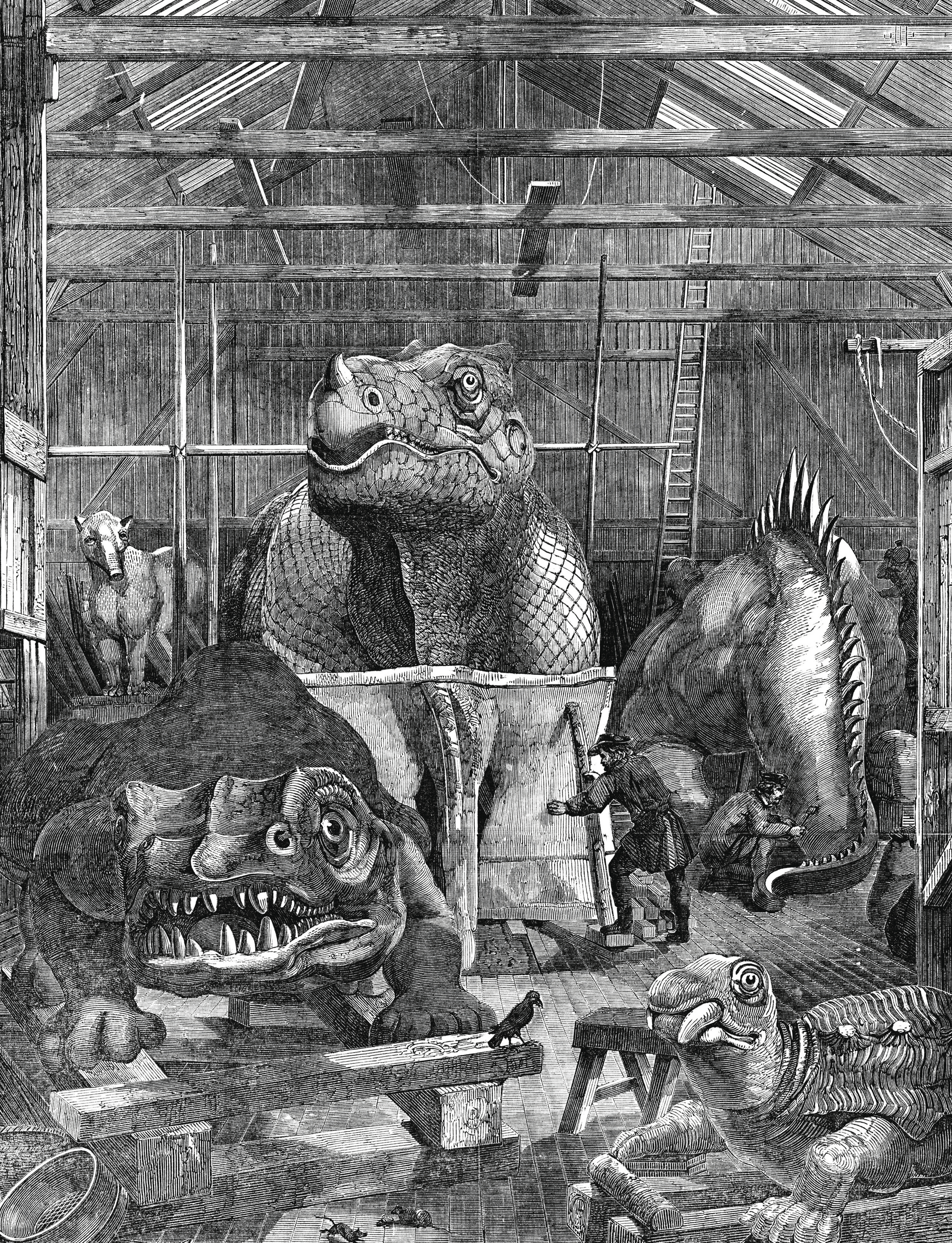
I modelli dei dinosauri in costruzione, nello studio di Benjamin Waterhouse Hawkins, a Sydenham, c. 1853

In seguito alla chiusura della Grande Esposizione nell'ottobre 1851, il Crystal Palace di Joseph Paxton fu acquistato e trasferito a Penge Place in cima a Sydenham Hill, a sud di Londra, dalla appena formata Crystal Palace Company. I terreni che lo circondavano furono poi ampiamente rinnovati e trasformati in un parco pubblico con giardini ornamentali, repliche delle statue e due nuovi laghi artificiali. Come parte di questa ristrutturazione, Benjamin Waterhouse Hawkins fu incaricato di costruire i primi modelli a grandezza naturale di animali estinti. Inizialmente era stato pianificato di ricreare solo mammiferi estinti, per poi decidere di costruire anche ricostruzioni di dinosauri, sotto consiglio di sir Richard Owen, un celebre biologo e paleontologo dell'epoca. Hawkins allestì un laboratorio sul posto dove costruì i modelli. I dinosauri vennero costruiti a grandezza naturale in argilla, da cui è stato poi preso uno stampo in cui era possibile versare il cemento. Le sculture più grandi sono vuote con un interno in mattoni.
I modelli sono stati esposti su tre isole che fungono da linea temporale approssimativa, la prima isola per l'era paleozoica, una seconda per il mesozoico e una terza per il cenozoico. Ai modelli è stato dato più realismo facendo salire e scendere il livello dell'acqua del lago, rivelando diverse statue dei dinosauri altrimenti sommerse. Per celebrare l'inaugurazione dei modelli, Hawkins tenne una cena alla vigilia di Capodanno 1853 all'interno dello stampo di uno dei modelli degli Iguanodon.

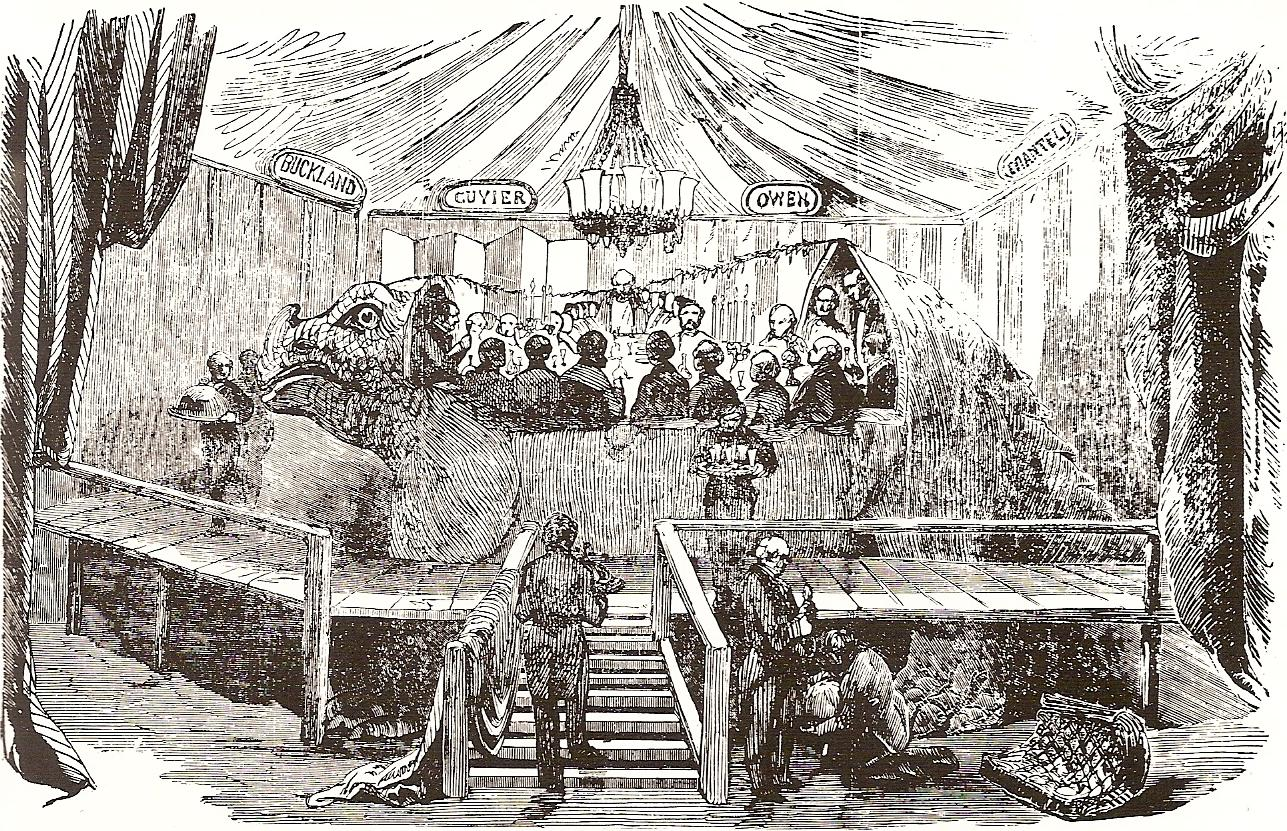
Il famoso banchetto all'interno dello stampo dell'Iguanodon, New Year's Eve, 1853

Hawkins beneficiò notevolmente della reazione del pubblico ai dinosauri, così forte da consentire la vendita di set di versioni più piccole dei modelli dei dinosauri, al prezzo di £ 30 per uso didattico. Ma la costruzione dei modelli fu costosa (con un costo di circa £ 13.729) e nel 1855 la Crystal Palace Company tagliò i finanziamenti di Hawkins. Diversi modelli pianificati non furono mai realizzati, mentre quelli a metà lavorazione furono demoliti, nonostante le proteste dei media, come il quotidiano The Observer.
Hawkins in seguito lavorò al "Paleozoic Museum" nel Central Park di New York, una sorta di equivalente americano dei dinosauri di Crystal Palace. Nel maggio 1871 molte delle opere nella bottega di Hawkins furono distrutte dai vandali e i loro frammenti furono sepolti, forse, inclusi elementi dello scheletro originale di Elasmosaurus, che il paleontologo americano Edward Drinker Cope aveva prestato a Hawkins per la preparazione di una ricostruzione.

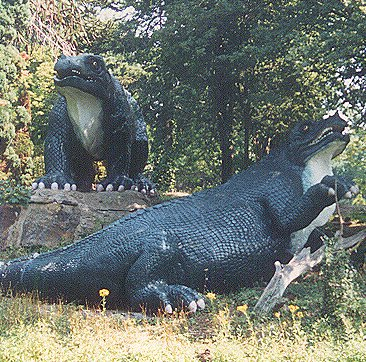
I modelli di Iguanodon nel 1995, prima del restauro, che mostra la precedente colorazione controluce con il dorso scuro ed il ventre bianco

Con i progressi della paleontologia e nuove scoperte scientifiche, la reputazione dei modelli di Crystal Palace diminuì. Nel 1895, il cacciatore di fossili americano Othniel Charles Marsh disprezzava chi tentava di difendere le sculture ormai obsoleti ed inaccurati, e parlava con rabbia dei modelli. I modelli e il parco caddero in rovina con il passare degli anni, un processo aiutato dal fuoco che distrusse il Crystal Palace stesso nel 1936, e i modelli furono oscurati dal fogliame e ricoperto di vegetazione. Un restauro completo degli animali fu eseguito nel 1952 da Victor HC Martin,, quando i mammiferi della terza isola furono spostati in posizioni meno protette del parco, dove furono esposti all'usura e alle intemperie. La scogliera calcarea fu fatta saltare in aria negli anni '60.
Nel 2002, la mostra venne completamente rinnovata. La scogliera di calcare distrutta è stata completamente sostituita con 130 grandi blocchi di calcare del Derbyshire, molti del peso di oltre 1 tonnellata (0,98 tonnellate lunghe; 1,1 tonnellate corte), ricostruiti secondo un piccolo modello realizzato con lo stesso numero di blocchi di polistirolo. Furono creati sostituti in vetroresina per le sculture mancanti e furono rifuse parti gravemente danneggiate dei modelli sopravvissuti. Ad esempio, alcune zampe degli animali erano state modellate in piombo, fissate ai corpi con barre di ferro, e con il tempo il ferro si era arrugginito, spaccando il piombo.
I modelli e gli altri elementi del Crystal Palace Park sono stati classificati come edifici elencati di Grado II dal 1973. I modelli sono stati ampiamente restaurati nel 2002 e sono stati aggiornati al Grado I nel 2007.
Nel 2018, l'associazione "Amici dei dinosauri di Crystal Palace", che aiuta a mantenere e restaurare le sculture, ha iniziato una campagna di finanziamento per raccogliere £ 70.000 per costruire un ponte permanente in modo che i visitatori possano visitare le isole su cui sono sparse le sculture. Il chitarrista Slash ha appoggiato la raccolta fondi, affermando che questi dinosauri hanno un "posto speciale" nel suo cuore e ha donato un oggetto per la loro asta di beneficenza. Il sindaco di Londra in seguito donò £ 30.000 per la campagna.

## Il parco dei dinosauri

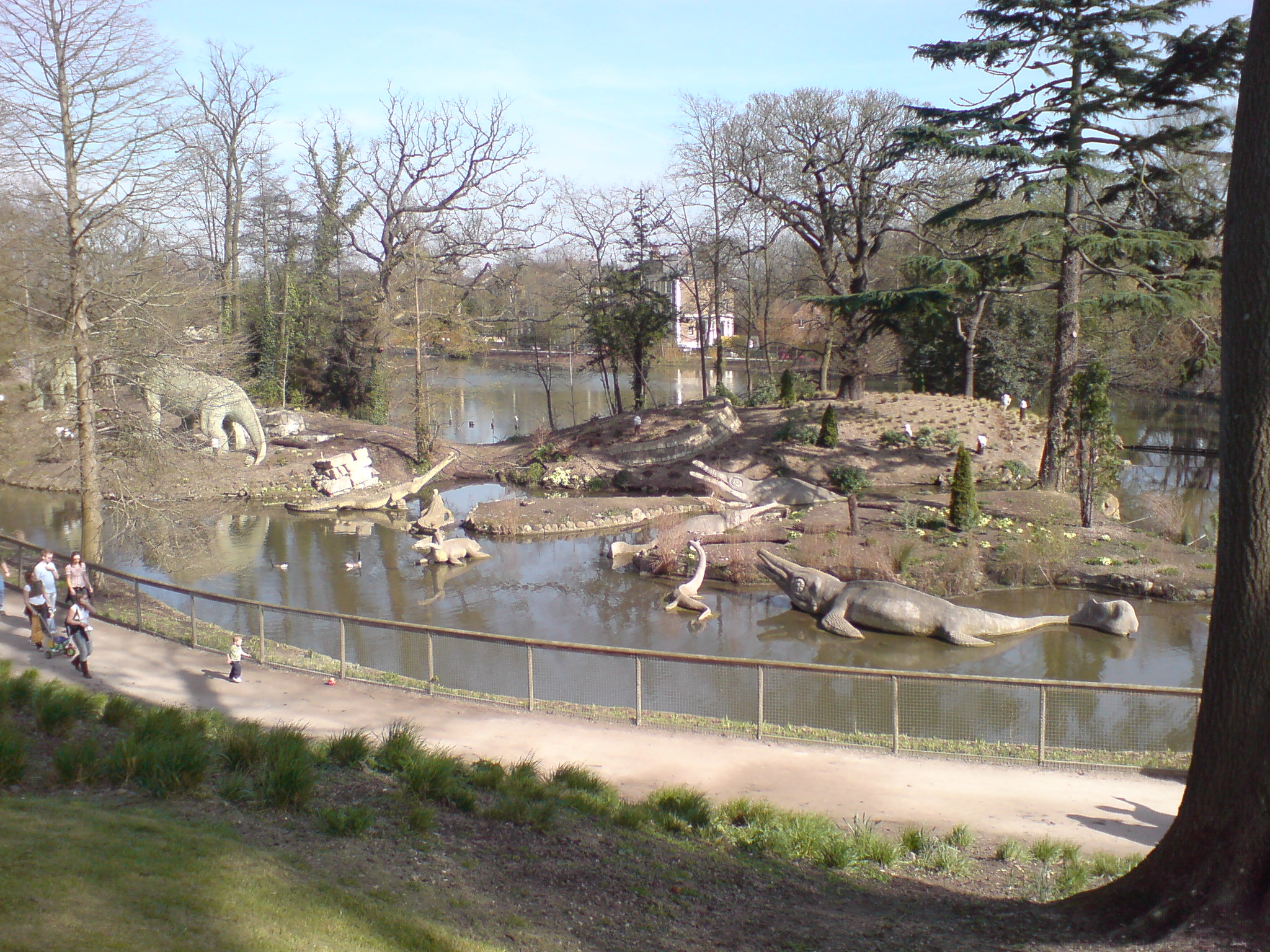
L'area dei dinosauri del Crystal Palace Park

All'interno del parco sono rappresentati quindici generi di animali estinti, sebbene non siano tutti dinosauri. Hawkins aveva intenzione di aggiungere almeno altri tre generi (Dinornis, un mastodonte e Glyptodon) e iniziò a costruire almeno il mastodonte prima che la Crystal Palace Company tagliasse i suoi finanziamenti, nel 1855. Una mappa imprecisa del tempo mostra le posizioni pianificate per Dinornis ed il mastodonte.

### Era Paleozoica
Nel parco, l'era paleozoica è rappresentata da un modello di esposizioni rocciose che mostra una successione di ere, ossia il Carbonifero (tra cui misure di carbone e calcare) e Permiano.
I due modelli di Dicynodon del Crystal Palace si basano sui primi fossili incompleti risalenti al Permiano ritrovati in Sudafrica, e sono modellati sull'ipotesi di Owen che questi animali fossero simili alle tartarughe, sebbene oggi sappiano che questi animali sono sinapsidi, perciò più vicini ai mammiferi, e non vi è alcuna prova che suggerisca che i Dicynodon avessero dei carapaci.

### Era Mesozoica

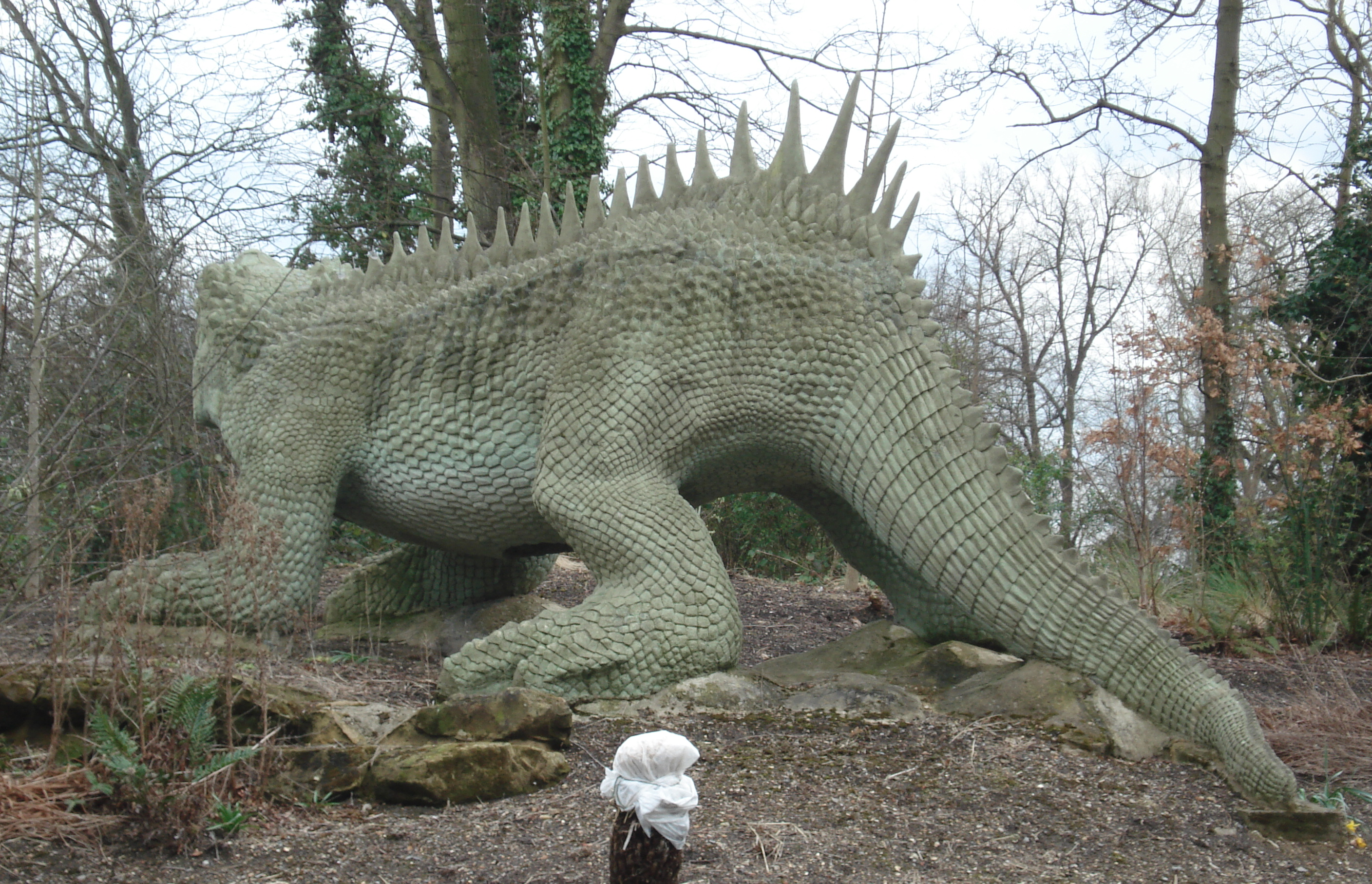
L'Hylaeosaurus

Nel parco, l'era mesozoica è rappresentata da un modello di esposizioni rocciose che mostra una successione di ere, ossia il Giurassico e il Cretaceo, da modelli di dinosauri e altri animali conosciuti da fossili mesozoici e da una vegetazione adeguata - sia piante viventi che modelli.
Curiosamente, è la ricostruzione di Hylaeosaurus, dal Cretaceo dell'Inghilterra, e non le ricostruzioni di Iguanodon, che assomiglia maggiormente allo stereotipo di iguana gigante sulla base dei primi preconcetti sui dinosauri. Hylaeosaurus era un dinosauro erbivoro simile ad Ankylosaurus, di medie dimensioni, quadrupede, e dotato di un dorso corazzato di placche, e spine lungo i lati del corpo. La rappresentazione di Hawkins è di una grande bestia simile ad un'iguana con lunghe spine acuminate lungo la schiena, in linea con quello che i dinosauri rappresentavano al tempo, che Owen descrisse "accuratamente rappresentate nella ricostruzione [da Hawkins, alle istruzioni di Owen] al momento necessariamente congetturali". La testa del modello è una replica in fibra di vetro; la testa originale è a terra, su una collina sopra l'estremità del lago degli ittiosauri.

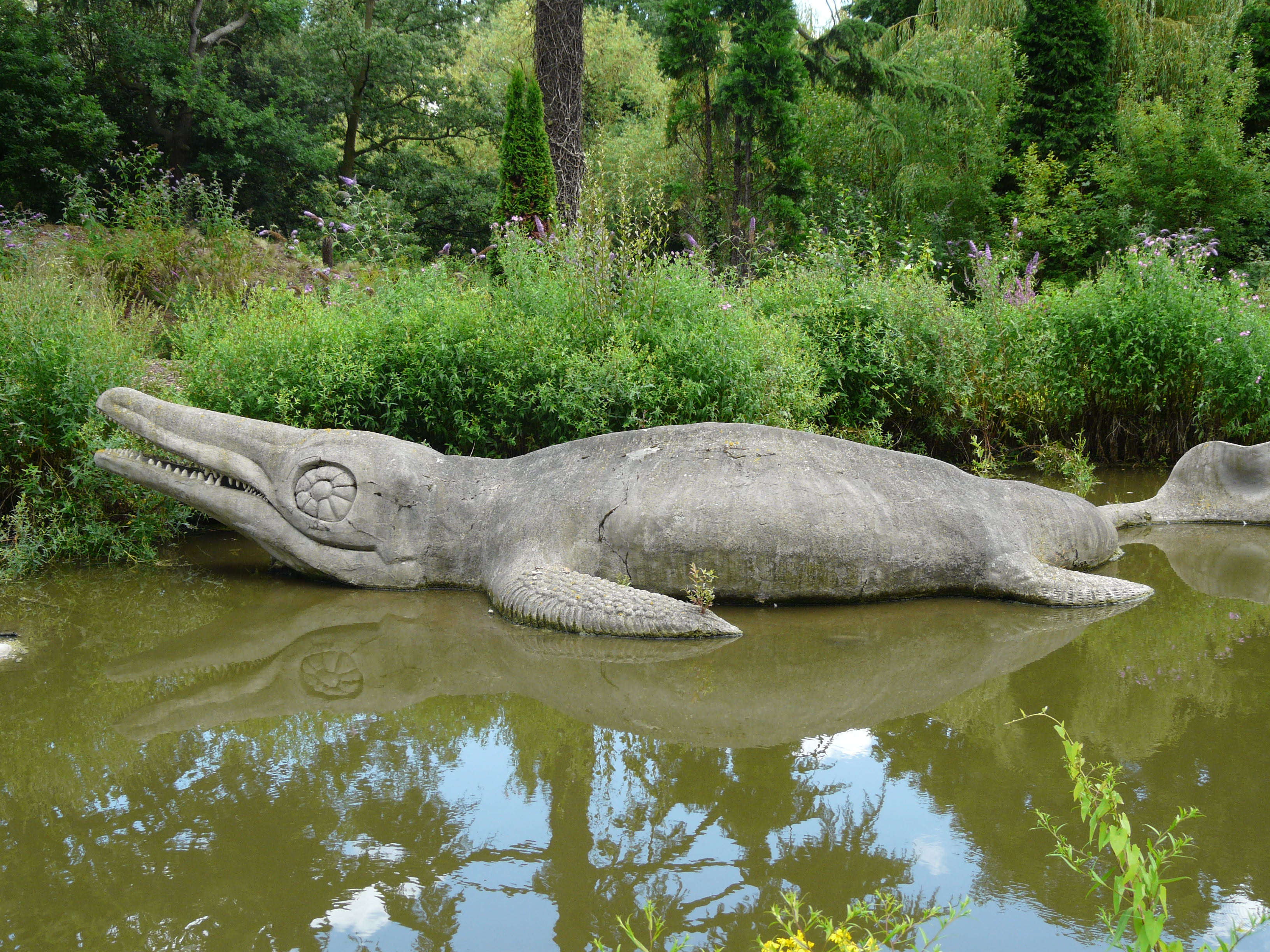
L'Ichthyosaurus

I modelli di Ichthyosaurus sono basati su fossili triassici o giurassici provenienti dall'Europa. Sebbene i tre ittiosauri siano parzialmente in acqua, i modelli sono ricostruiti secondo l'ipotesi che questi animali si crogiolassero al sole sulla riva, come le foche. Owen suppose che somigliassero a coccodrilli o plesiosauri. Oggi sappiamo che questi animali somigliavano di più a delfini o squali, con corpi a forma di botte, una coda a mezzaluna e una pinna dorsale, mentre nei modelli di Hawkins la coda è una sporgenza piatta sorretta da una spina dorsale diritta. Un'ulteriore discrepanza è che gli occhi nei modelli hanno piastre sclerotiche ossute esterne. Owen ipotizzava che con occhi così grandi questi animali avessero "un'eccellente vista, specialmente al crepuscolo". Questi modelli sono diventati una delle tre mascotte del Crystal Palace Park, insieme agli Iguanodon e al Megalosaurus (sebbene gli ittiosauri non siano dinosauri). I modelli assomigliano più da vicino agli ittiosauri più primitivi, come Cymbospondylus.

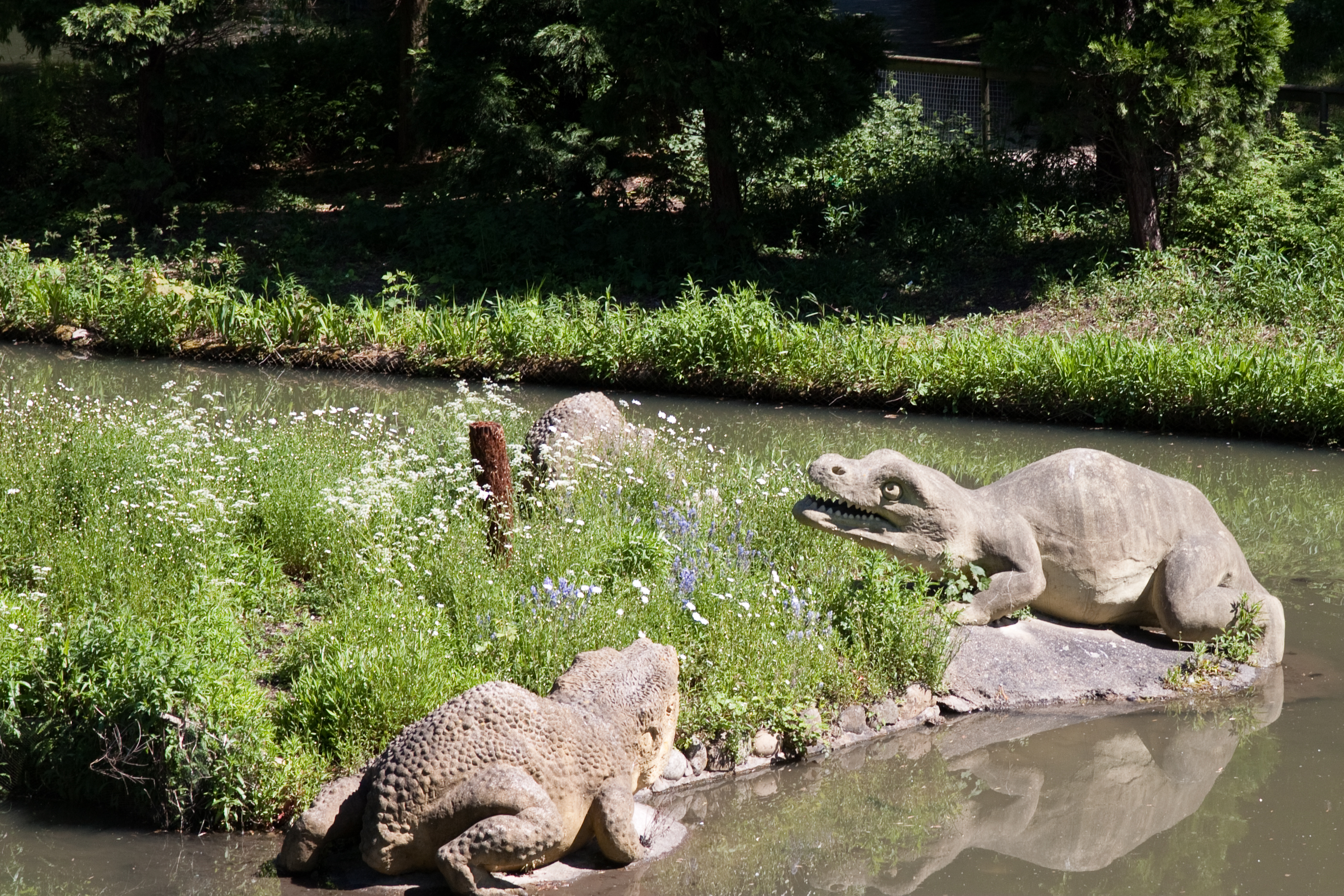
Il gruppo di Labyrinthodon

I modelli di Iguanodon rappresentano fossili risalenti al Giurassico e al Cretaceo dell'Europa. Gideon Mantell ha disegnato il fossile originale, trovato nel Sussex nel 1822 da sua moglie, Mary Ann Mantell, come una lunga lucertola snella che si arrampica su un ramo (su quattro zampe), in equilibrio con una coda a frusta; privo di un teschio, ipotizzò che l'osso del pollice fosse un corno nasale. Il corno nasale, in particolare, è usato ripetutamente in libri di testo e documentari popolari sui dinosauri per prendere in giro le imprecisioni vittoriane; in realtà, anche nel 1854, Owen commentò che "il corno [è] più che dubbio".
Furono realizzati tre modelli di Labyrinthodon per il Crystal Palace, basandosi sull'ipotesi di Owen che, essendo anfibi nello stile di vita, gli animali triassici assomigliassero a delle rane; pertanto li chiamò Batrachia, dal greco "Batrachios", rana. Uno dei tre modelli ha la pelle liscia e si basa sulla specie "Labyrinthodon salamandroides" (Mastodonsaurus jaegeri); gli altri due erano basati su "Labyrinthodon pachygnathus" (Cyclotosaurus pachygnathus). I calchi di impronte di Chirotherium che Owen pensava fossero stati prodotti da questi animali furono inclusi nel terreno attorno ai modelli.

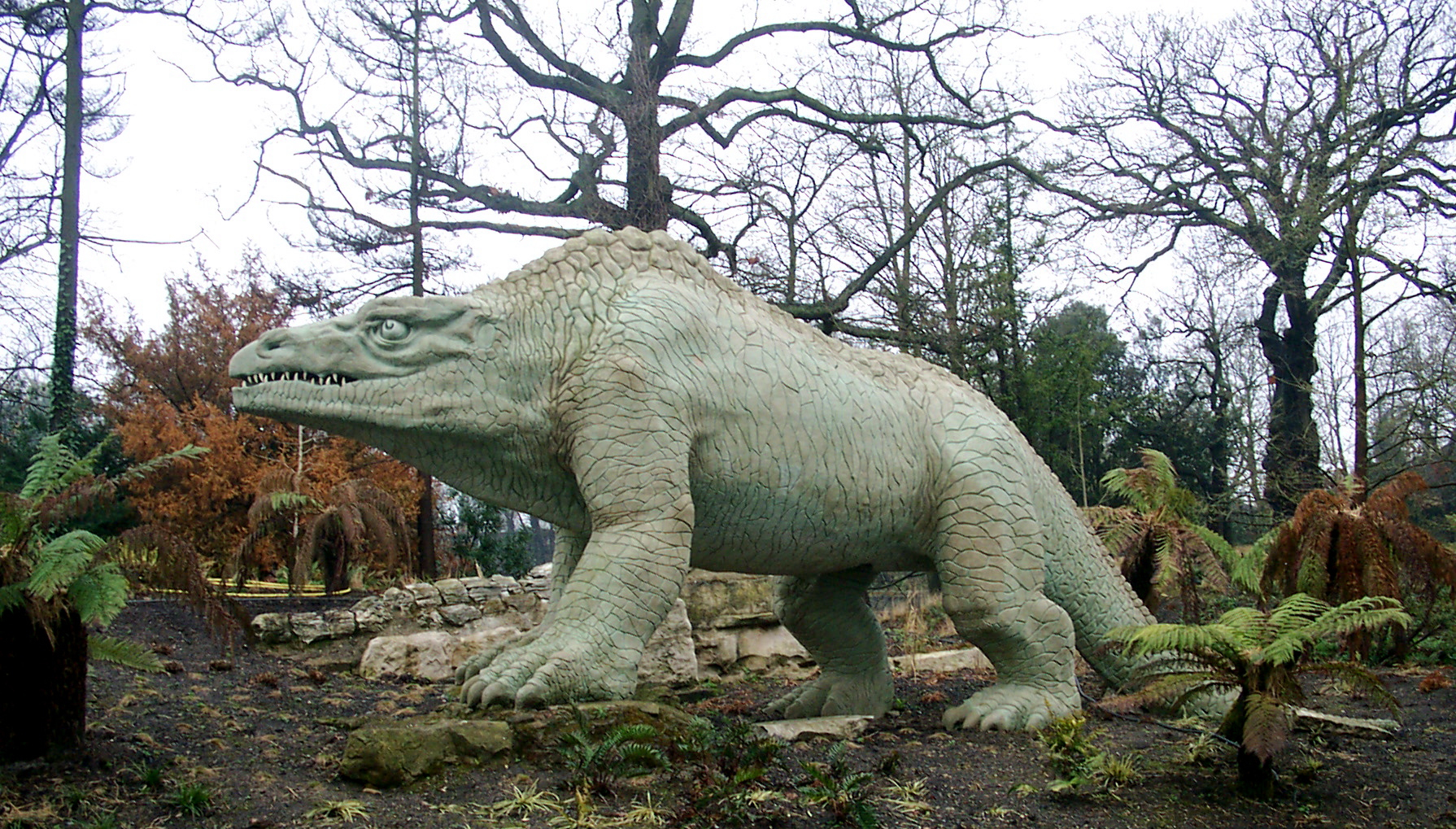
Il Megalosaurus

Gigantesco e visivamente impressionante, il Megalosaurus divenne uno dei tre "dinosauri mascotte" del parco insieme agli Iguanodon e agli Ichthyosaurus. Lavorando su fossili frammentari giurassici trovati in Inghilterra, costituiti principalmente da un bacino e da un femore, con una costola e alcune vertebre, Owen congetturò che l'animale fosse quadrupede, come i moderni coccodrilli; oggi sappiamo che come tutti i teropodi Megalosaurus era un predatore bipede che si bilanciava con la coda. Il primo suggerimento che alcuni dinosauri potessero essere bipedi arrivò solo nel 1858, troppo tardi per influenzare il modello.

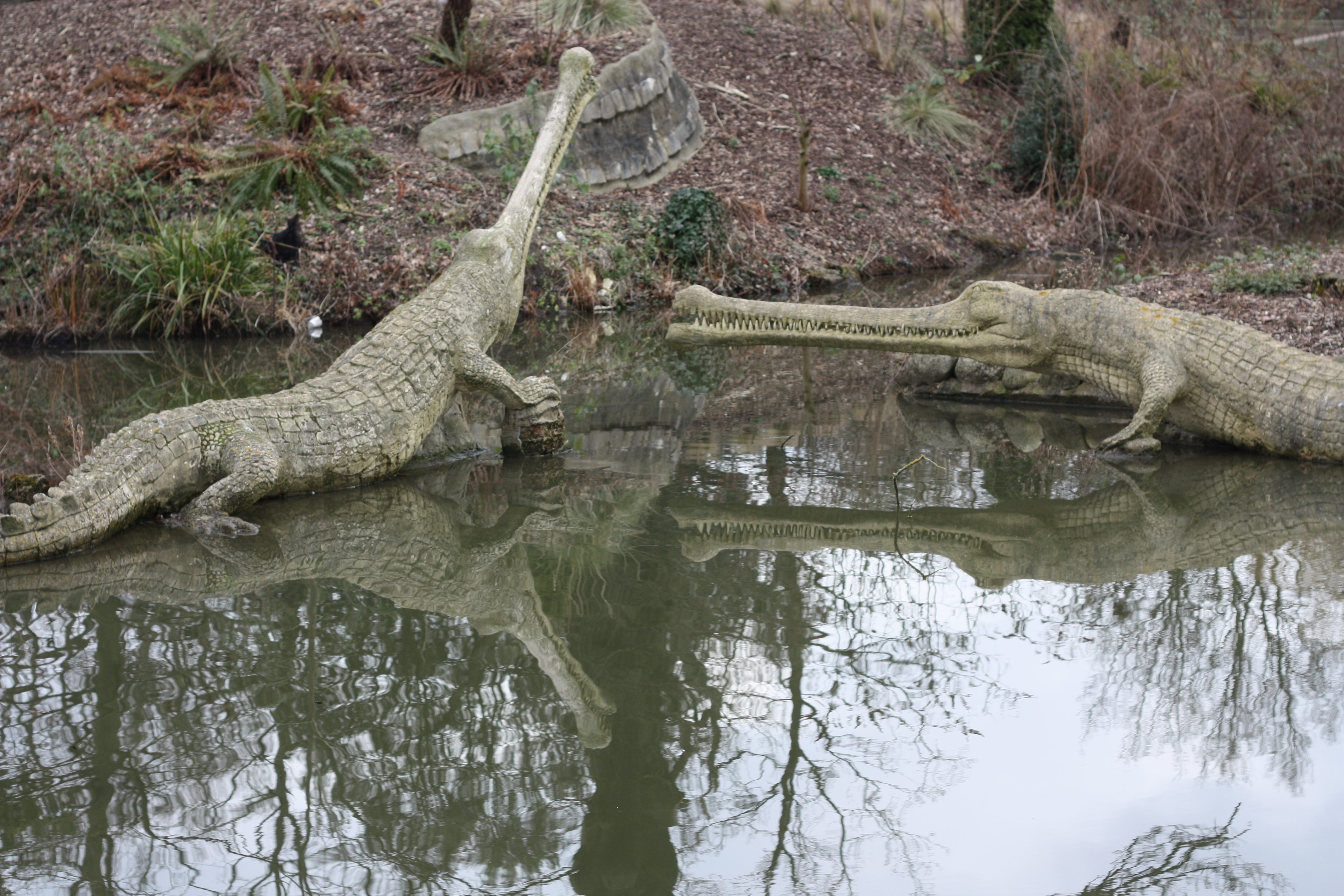
I due Teleosaurus

Quando furono costruiti i modelli, nei Paesi Bassi erano stati scoperti solo crani fossili del grande Mosasaurus cretacico, quindi Hawkins costruì solo la testa e il dorso dell'animale. Hawkins immerse il modello in profondità nel lago, lasciando il corpo invisibile e indefinito. Il Mosasaurus del Crystal Palace è posizionato in un posto strano vicino all'isola secondaria che originariamente era una cascata, e gran parte di essa non è visibile dal sentiero sul lago.
I tre modelli di Plesiosaurus rappresentano tre specie di rettili marini, ossia P. macrocephalus, P. dolichoderius e P. hawkinsii, del Giurassico d'Inghilterra. Due di loro hanno il collo incredibilmente flessibile, mentre oggi sappiamo che il collo dei plesiosauri era molto rigido verticalmente ma permetteva una vasta gamma di movimenti laterali.
Owen notò che i fossili di Pterodactylus del Giurassico di Germania avevano scaglie, e non piume, e sebben "in qualche modo fossero simili ad uccelli" avevano denti conici, suggerendo che erano predatori. I due modelli sopravvissuti sono appollaiati su uno sperone di roccia; originariamente c'erano altri due "pterodattili dell'Oolite". I modelli sopravvissuti rappresentano Pterodactylus cuvieri (=Cimoliopterus cuvieri), mentre gli altri due modelli di pterodattili perduti rappresentano Pterodactylus bucklandi (=Dolicorhamphus bucklandi). Quest'ultima specie era poco conosciuta sulla base dei resti fossili e spiega perché il loro design erano più basati su quello di Pterodactylus antiquus.
Owen identificò correttamente il Teleosaurus come snelli coccodrilli giurassici con mascelle molto lunghe e sottili e occhi piccoli, deducendo dal sedimento in cui si scoprì che erano "più strettamente marini del coccodrillo del Gange [il gaviale]".

### Era Cenozoica

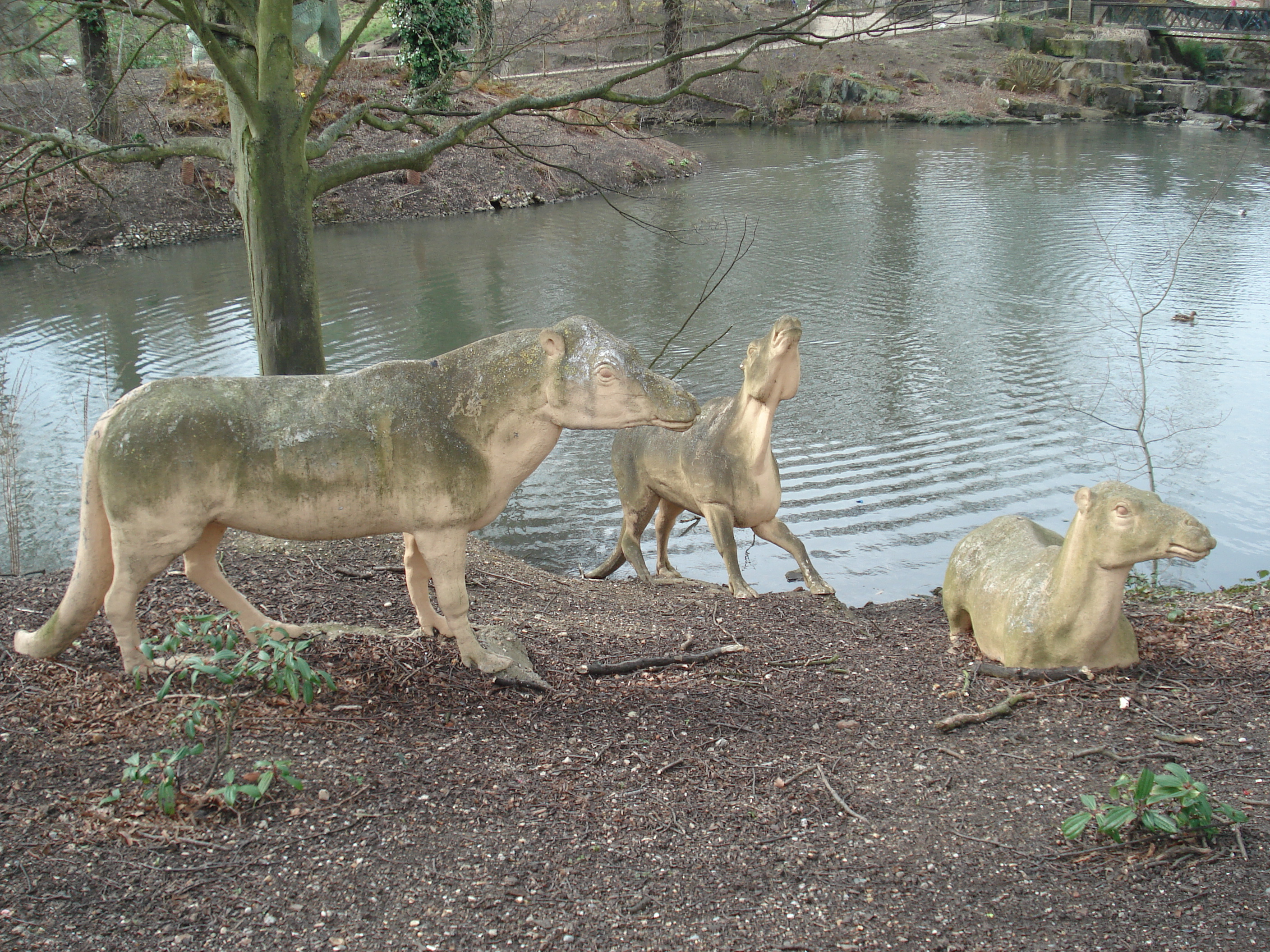
Il branco di Anoplotherium

Anoplotherium è un mammifero estinto dall'epoca Eocene-Oligocene, ritrovato per la prima volta vicino a Parigi. I modelli di Hawkins si basano sulla speculazione di Owen sul suo aspetto simile ad un cammello. Furono realizzati tre modelli, formando un piccolo branco.

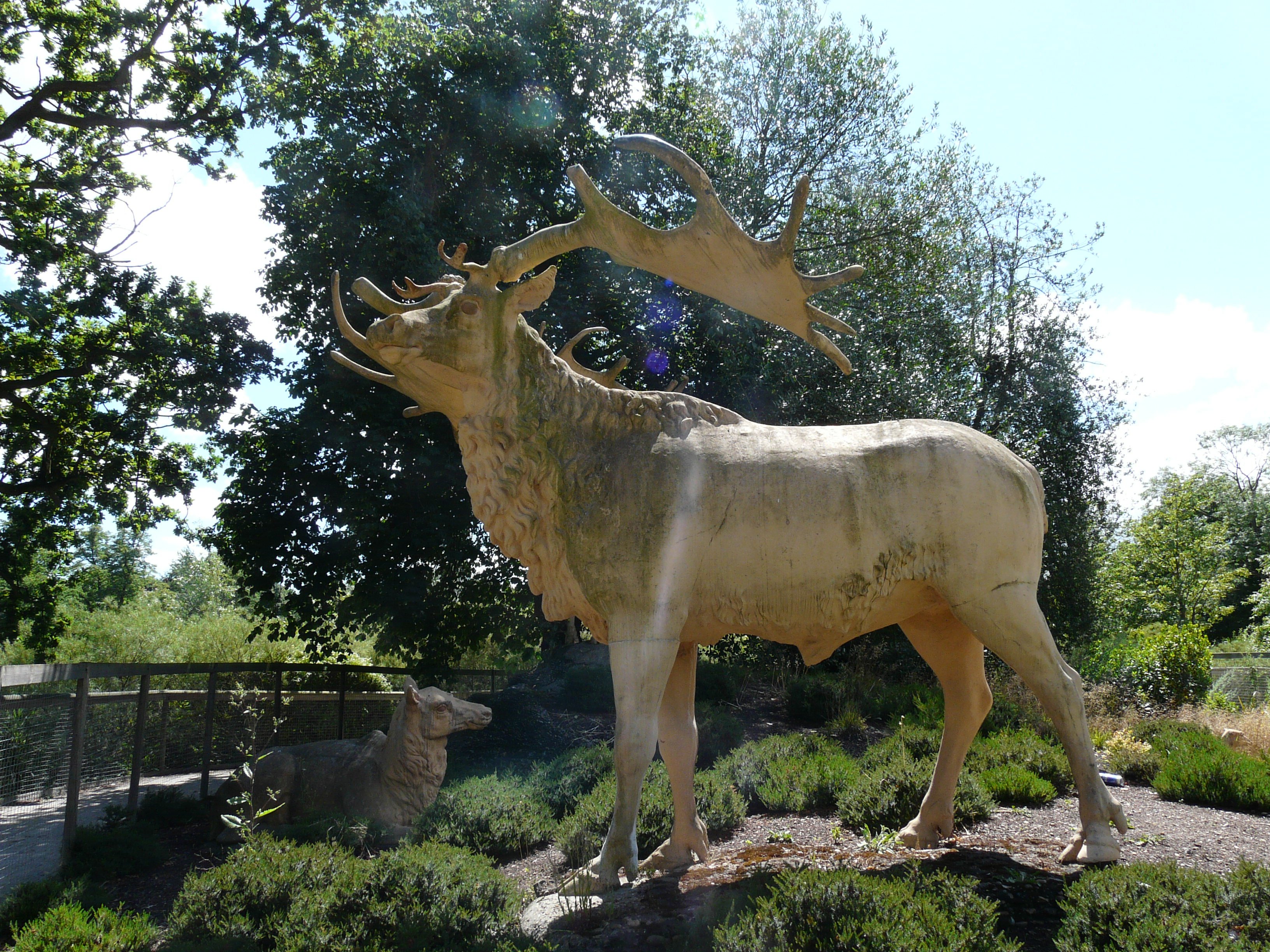
Megaloceros

Il Megaloceros o Alce irlandese è una specie vissuto nel Pliocene-Pleistocene in Eurasia. Hawkins costruì un nucleo familiare formato da un maschio, una femmina ed un cerbiatto; i palchi del maschio adulto erano costituiti da vere corna fossili, da tempo sostituite. Spostati dalla terza isola, erano caduti in rovina poiché si trovavano in un luogo facilmente accessibile ai vandali. Con le loro corna originali ma fragili, gli alci irlandesi sono i modelli più accurati; poiché sono di recente era geologica (essendosi estinti 11.000 anni fa), Hawkins è stato in grado di modellarli sui cervi viventi.
Il gigantesco bradipo terricolo Megatherium visse dall'epoca Pliocene-Pleistocene in Sud America, dove Charles Darwin aveva trovato alcuni fossili, nel 1835. Il modello fu costruito in modo tale che la creatura abbracciasse un vero albero, che, tuttavia, crebbe e spezzò una delle braccia del modello. Il braccio fu sostituito e in seguito l'albero morì. Il modello raffigura il bradipo con una corta proboscide, simile a quella di un tapiro, qualcosa che il vero animale non ha mai avuto. Questo modello era nello zoo dei bambini che ora è stato demolito.
I modelli di Palaeotherium rappresentano un mammifero estinto dell'Eocene, che Cuvier pensava fosse simile ad un tapiro. Queste ricostruzioni hanno subito la maggiore usura tra tutti i modelli e il modello in piedi non assomigliava più all'originale realizzato da Hawkins. Durante gli anni '60 questi modelli furono dimenticati tra i cespugli a una cinquantina di metri dal sito originale e, prima del restauro del 2002, erano in condizioni così pessime da essere rimossi e messi in deposito. Alcune fonti affermano che questi modelli sono stati aggiunti in un secondo momento, ma un'illustrazione del Illustrated London News del laboratorio di Hawkins li mostra sullo sfondo.
Hawkins aveva in programma anche i modelli dell' "uccello spaventosamente grande" Dinornis della Nuova Zelanda (estintosi circa 1500 d.C.), e dell'elefante estinto simile a Mastodon (Deinotherium) del Miocene e del Pliocene americano, che sarebbero comparsi in una futura "Isola Terziaria", ma il progetto non venne mai completato.

## Nella cultura di massa

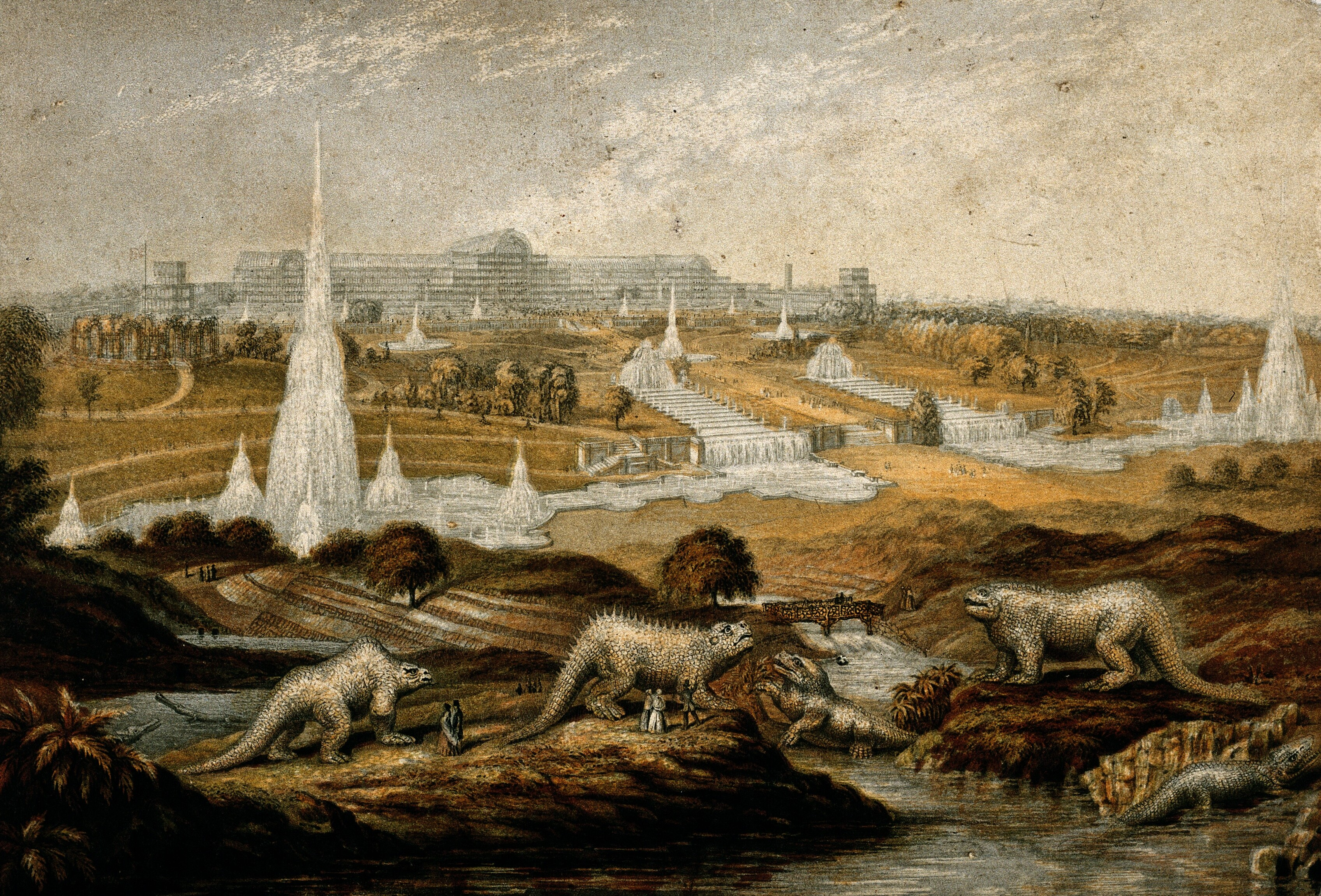
Incisione del "Crystal Palace" della Grande Esposizione, di George Baxter, dopo il 1854

Il romanzo di Charles Dickens del 1853, Casa Desolata, inizia con una descrizione di strade fangose, il cui carattere primordiale è enfatizzato dalla prima menzione in assoluto di qualsiasi dinosauro in un'opera popolare:
Nel romanzo di H.G. Wells del 1905, Kipps, Kipps ed Ann visitano il Crystal Palace e siedono "alla presenza del Labyrinthodon verde e oro che incombe così magnificamente sul lago" per discutere del loro futuro. C'è una breve descrizione dei dinosauri e dei loro dintorni e dell'impatto che hanno sui personaggi.[41] Molti libri per bambini di E. Nesbit mostrano le sculture dei dinosauri del Crystal Palace che prendono vita, tra cui The Enchanted Castle (1907). Nel romanzo del 1932, Have His Carcase, di Dorothy L. Sayers, il personaggio di Lord Peter Wimsey menziona i "mostri antidiluviani" del Crystal Palace.[42] Il libro per bambini di Ann Coates, Dinosaurs Don't Die, del 1970, illustrato da John Vernon Lord, racconta la storia di un ragazzo che vive vicino a Crystal Palace Park e scopre che i modelli di Hawkins prendono vita; fa amicizia con uno degli Iguanodon e lo chiama "Rock" e visitano insieme il Museo di storia naturale.[43]
Lo scrittore di viaggi Paul Theroux menziona i dinosauri nel suo romanzo del 1989, My Secret History. Il narratore del romanzo, Andre Parent, viene a sapere per caso dell'infedeltà della moglie quando il suo giovane figlio, Jack, rivela di aver visitato i dinosauri in compagnia dell'amico di sua madre durante la prolungata assenza di Andre per raccogliere materiale per un diario di viaggio. La storia del titolo nel romanzo di Penelope Lively del 1991, Fanny and the Monsters, parla di una ragazza vittoriana che visita i dinosauri del Crystal Palace e rimane affascinata dalle creature preistoriche. The Lie Tree, un mistero-fantasy per bambini del 2015 di Frances Hardinge presenta una scena in un sogno con alcuni dei modelli dei dinosauri che prendono vita.
George Baxter, un pioniere della stampa a colori, realizzò una nota incisione che immagina Crystal Palace, incastonata nel suo parco paesaggistico con alte fontane e i dinosauri in primo piano, prima dell'apertura del 1854.
I dinosauri sono stati anche presenti in molti programmi televisivi, di recente in Good Omens su Amazon Prime.